# Paramitas
Pāramitā (em sânscrito) ou Parami (em pali): "Perfeição" ou "Transcendente" (lit. "Que alcançou a outra margem"). No budismo, chama-se de paramitas as perfeições ou culminações de certas práticas. Tais práticas são cultivadas por arahants e  bodhisattvas para percorrer o caminho da vida sensorial (Samsara) à iluminação (Nirvana). 
No budismo Theravada, as "Dez Perfeições" são (termos originais em pali):
1. dana parami : generosidade, doação
2. sila parami : virtude, conduta apropriada
3. nekhamma parami : renúncia
4. panna parami : sabedoria proveniente da investigação da realidade que leva para a realização direta do vazio e da interdependência.
5. viriya parami : energia, diligência, vigor, esforço
6. khanti parami : paciência, tolerância, clemência, aceitação, resistência
7. sacca parami : veracidade, honestidade
8. aditthana parami : determinação, resolução
9. metta parami : amor gentil
10. upekkha parami : equanimidade, serenidade

No budismo mahayana, os sutras da Perfeição da Sabedoria (prajna-paramita) e o Sutra do Lótus (Saddharmapundarika) listam as "Seis Perfeições" (termos originais em sânscrito):
1. dana paramita : generosidade, doação
2. sila paramita : virtude, conduta apropriada
3. shanti paramita : paciência, tolerância, auto-domínio, aceitação, resistência
4. virya paramita : energia, diligência, vigor, esforço
5. dhyana paramita : meditação, concentração, contemplação
6. prajna paramita : sabedoria proveniente da investigação da realidade que leva para a realização direta do vazio e da interdependência.[1]

O Sutra dos Dez Estágios (Dasabhumika), escrito posteriormente, menciona mais quatro;
7. upaya paramita: meios hábeis
8. pranidhana paramita: voto, resolução, aspiração, determinação
9. bala paramita: poder espiritual
10. jnana paramita: conhecimento não dual imediato da realidade
1. ↑  Bhagavati Hrdaya Prajnaparamita Sutra, Ou sutra do coração da perfeição de sabedoria